# Schwetschkea applanata
Schwetschkea applanata là một loài Rêu trong họ Leskeaceae. Loài này được (Thwaites & Mitt.) Broth. miêu tả khoa học đầu tiên năm 1907.